# Guatteria inundata
Guatteria inundata este o specie de plante angiosperme din genul Guatteria, familia Annonaceae, descrisă de Carl Friedrich Philipp von Martius. Conform Catalogue of Life specia Guatteria inundata nu are subspecii cunoscute.